# Mistrzostwa Świata w Kolarstwie Torowym 1990
87. Mistrzostwa Świata w Kolarstwie Torowym 1990 odbyły się w japońskim Maebashi w dniach 21–26 sierpnia 1990 roku. W programie mistrzostw znalazło się szesnaście konkurencji: sprint, wyścig na dochodzenie i wyścig punktowy dla kobiet, a dla mężczyzn: sprint, wyścig na dochodzenie, wyścig ze startu zatrzymanego i wyścig punktowy zarówno dla zawodowców, jak i amatorów, wyścig drużynowy na dochodzenie zawodowców, wyścig tandemów, wyścig na 1000 m, keirin oraz derny. Były to ostatnie mistrzostwa. na których rozegrano derny.

## Medaliści

### Kobiety
| Konkurencja                         | Złoto                | Srebro                 | Brąz           |
| ----------------------------------- | -------------------- | ---------------------- | -------------- |
| 3000 m indywidualnie na dochodzenie | Leontien van Moorsel | Madonna Harris         | Barbara Ganz   |
| sprint indywidualny                 | Connie Paraskevin    | Renee Duprel           | Rita Razmaitė  |
| wyścig punktowy                     | Karen Holliday       | Swietłana Samochwałowa | Kristel Werckx |

### Mężczyźni
| Konkurencja                              | Złoto                                                                               | Srebro                                                                       | Brąz                                                                        |
| ---------------------------------------- | ----------------------------------------------------------------------------------- | ---------------------------------------------------------------------------- | --------------------------------------------------------------------------- |
| wyścig punktowy zawodowców               | Laurent Biondi                                                                      | Michael Markussen                                                            | Danny Clark                                                                 |
| wyścig punktowy amatorów                 | Stephen McGlede                                                                     | Bruno Risi                                                                   | Jan Bo Petersen                                                             |
| wyścig ze startu zatrzymanego zawodowców | Walter Brugna                                                                       | Peter Steiger                                                                | Danny Clark                                                                 |
| wyścig ze startu zatrzymanego amatorów   | Roland Königshofer                                                                  | David Solari                                                                 | Andrea Bellati                                                              |
| indywidualnie na dochodzenie zawodowców  | Wiaczesław Jekimow                                                                  | Francis Moreau                                                               | Armand de Las Cuevas                                                        |
| indywidualnie na dochodzenie amatorów    | Jewgienij Bierzin                                                                   | Walerij Batura                                                               | Michael McCarthy                                                            |
| keirin                                   | Michael Hübner                                                                      | Michel Vaarten                                                               | Fabrice Colas                                                               |
| 1 km ze startu zatrzymanego              | Aleksandr Kiriczenko                                                                | Martin Vinnicombe                                                            | Jens Glücklich                                                              |
| drużynowo na dochodzenie                 | ZSRR · Walerij Batura · Jewgienij Bierzin · Dmitrij Nielubin · Ołeksandr Honczenkow | RFN · Michael Glöckner · Stefan Steinweg · Erik Weispfennig · Andreas Walzer | Australia · Brett Aitken · Stephen McGlede · Darren Winter · Mark Kingsland |
| tandemy                                  | Włochy · Gianluca Capitano · Federico Paris                                         | Japonia · Narihiro Inamura · Toshinobu Saito                                 | RFN · Uwe Buchtmann · Markus Nagel                                          |
| sprint indywidualny zawodowców           | Michael Hübner                                                                      | Claudio Golinelli                                                            | Stephen Pate                                                                |
| sprint indywidualny amatorów             | Bill Huck                                                                           | Curt Harnett                                                                 | Jens Fiedler                                                                |
| Derny                                    | Constant Tourné                                                                     | Peter Steiger                                                                | Danny Clark                                                                 |

## Klasyfikacja medalowa
| Miejsce | Państwo           |   |   |   | Razem |
| ------- | ----------------- | - | - | - | ----- |
| 1.      | ZSRR              | 4 | 2 | 1 | 7     |
| 2.      | NRD               | 3 | 0 | 2 | 5     |
| 3.      | Włochy            | 2 | 2 | 0 | 4     |
| 4.      | Australia         | 1 | 1 | 5 | 7     |
| 5.      | Francja           | 1 | 1 | 2 | 4     |
| 6.      | Stany Zjednoczone | 1 | 1 | 1 | 3     |
| 7.      | Belgia            | 1 | 1 | 0 | 2     |
|         | Nowa Zelandia     | 1 | 1 | 0 | 2     |
| 9.      | Austria           | 1 | 0 | 0 | 1     |
|         | Holandia          | 1 | 0 | 0 | 1     |
| 11.     | Szwajcaria        | 0 | 3 | 2 | 5     |
| 12.     | Dania             | 0 | 1 | 1 | 2     |
|         | RFN               | 0 | 1 | 1 | 2     |
| 14.     | Japonia           | 0 | 1 | 0 | 1     |
|         | Kanada            | 0 | 1 | 0 | 1     |